# Inykhnoum
Inykhnoum (également lu comme Khnoum-Iny par antéposition honorifique) est un fonctionnaire de haut rang de l'Égypte antique qui a travaillé et vécu pendant pendant la IIe dynastie ou à la fin de celle-ci et le début de la IIIe dynastie. Wolfgang Helck suppose qu'il a servi sous le règne de Nynetjer tandis que Peter Kaplony pense qu'il vécut sous les règnes de Khâsekhemouy et Djéser.

## Attestations
Inykhnoum est attesté en plusieurs endroits avec des inscriptions à l'encre noire courtes et rédigées en écriture hiératique, :
- sur un très grand nombre de récipients en pierre découverts dans les galeries orientales sous la pyramide de Djéser à Saqqarah ; il s'agit du personnage le plus attesté sur les inscritions des vases de ces galeries[4],
- des souterrains sous la pyramide de Sékhemkhet à Saqqarah[1],
- deux tombes privées à Saqqarah, S2429 et S3009[1],
- des empreintes de sceaux découvertes au niveau V de la stratigraphie du site de Bouto[5].

## Biographie

### Nom
Le nom d'Inykhnoum est lié à la divinité Khnoum, qui peut être traduit par « Khnoum vient à moi ».

### Titres
En tant que fonctionnaire et prêtre de haut rang, Inykhnoum possède des titres d'élite et de piété :
- « membre de l'élite » (Iry-pat) ;
- « valet du roi » (Héry-tep nésou) ;
- « prêtre-sem » (Sem) ;
- « serviteur divin de Khnoum » (Hem-netjer Khnoum).

Les titres d'Iny-khnoum sont typiques d'un membre de la famille royale, notamment des princes. Les inscriptions révèlent en outre qu'Inykhnoum a probablement partagé ses services et son travail avec un associé nommé Ma'a-aper-Min.

### Carrière
Ilona Regulski et Peter Kaplony sont convaincus qu'Inykhnoum a occupé sa fonction quelque temps entre la fin du règne de Khasekhemouy et le début de celui de Sekhemkhet. Les hypothèses antérieures de Wolfgang Helck, qui datait les inscriptions à l'encre d'Inykhnoum de l'époque de Ninetjer (3e souverain de la IIe dynastie), sont remises en question par Ilona Regulski. Elle compare les inscriptions à l'encre d'Abydos et les découvertes de Saqqarah avec des écritures cursives contemporaines de la IIe et du début de la IIIe dynastie. Tout d'abord, Regulski remarque que la « 17e heure du comptage du bétail », qui figure à côté du nom du fonctionnaire, est une façon d'écrire qui n'était pas courante avant le règne de Djéser. De plus, si le comptage du bétail était célébré tous les deux ans, comme c'était le cas pendant l'Ancien Empire, Inykhnoum a dû servir un roi qui a régné pendant au moins 34 ans. Un règne aussi long n'est attesté que pour le roi Nynetjer du début de la IIe dynastie. Cependant, Regulski soupçonne Khasekhemouy ou Djéser d'avoir régné plus longtemps qu'on ne le pense,.
De plus, les polices de caractères spéciales qui apparaissent avec le nom d'Inykhnoum n'étaient pas encore courantes à l'époque où Ninetjer était sur le trône. Regulski signale en particulier des hiéroglyphes spéciaux et leurs graphies au sein de l'écriture hiératique : le hiéroglyphe en forme de zigzag N35 (ligne d'eau ; valeur n) était encore visiblement dentelé lorsqu'il était écrit cursivement sous le roi Ninetjer, mais à partir du règne du roi Péribsen, il était écrit comme une simple ligne horizontale aux extrémités épaissies. C'est précisément cette forme d'écriture qui apparaît dans les inscriptions à l'encre d'Inykhnoum. Un autre hiéroglyphe, le signe Aa1 (placenta humain ; valeur kh) était représenté sous la forme d'un anneau ou d'un cercle simple du vivant de Ninetjer, tandis qu'à partir du roi Sekhemib, il était écrit avec le hachage horizontal familier à l'intérieur du cercle. Dans les écritures hiératiques cursives, ce signe apparaît comme un cercle avec un ou deux traits gras, horizontaux ou diagonaux. C'est également le cas dans les inscriptions à l'encre d'Inykhnoum. Ainsi, selon Regulski, la typographie des inscriptions à l'encre permet de dater avec certitude la vie d'Inykhnoum entre la fin du règne de Khasekhemouy et le tout début du règne du roi Sekhemkhet,.

## Sépulture
La sépulture d'Inykhnoum est inconnue ; Wolfgang Helck et Jeffrey Spencer supposent que les mastabas S2429 et S3009 à Saqqarah soient des lieux de sépulture possibles,.